# Témiscouata-sur-le-Lac
Témiscouata-sur-le-Lac es una ciudad de la provincia de Quebec en Canadá. Está ubicada en el municipio regional de condado de Témiscouata y a su vez, en la región administrativa de Bas-Saint-Laurent. Hace parte de las circunscripciones electorales de Kamouraska-Témiscouata a nivel provincial y de Rimouski−Témiscouata a nivel federal.

## Geografía
Témiscouata-sur-le-Lac se encuentra ubicada en las coordenadas 47°41′00″N 68°53′00″O / 47.68333, -68.88333. Según Statistics Canada, tiene una superficie total de 218,32 km² y es una de las 1134 municipalidades en las que está dividido administrativamente el territorio de la provincia de Quebec.

## Demografía
Según el censo de 2011, había 5096 personas residiendo en esta ciudad con una densidad poblacional de 23,3 hab./km². Los datos del censo mostraron que de las 5259 personas censadas en 2006, en 2011 hubo una disminución poblacional de 163 habitantes (-3,1%). El número total de inmuebles particulares resultó de 2621 con una densidad de 12,01 inmuebles por km². El número total de viviendas particulares que se encontraban ocupadas por residentes habituales fue de 2269.